# Хіґасі-Аґацума

36°34′17″ пн. ш. 138°49′32″ сх. д. / 36.57139° пн. ш. 138.82556° сх. д.
Хіґа́сі-Аґацу́ма (яп. 東吾妻町, ひがしあがつままち, МФА: [çigaɕi agat͡suma mat͡ɕi̥]) — містечко в Японії, в повіті Аґацума префектури Ґумма. Станом на 1 жовтня 2007 площа містечка становила 253,65 км². Станом на 1 серпня 2008 населення містечка становило 16 323 осіб.